# Mérleg csillagkép
A Mérleg (latin: Libra) egy csillagkép, egyike a 12 állatövi csillagképnek.

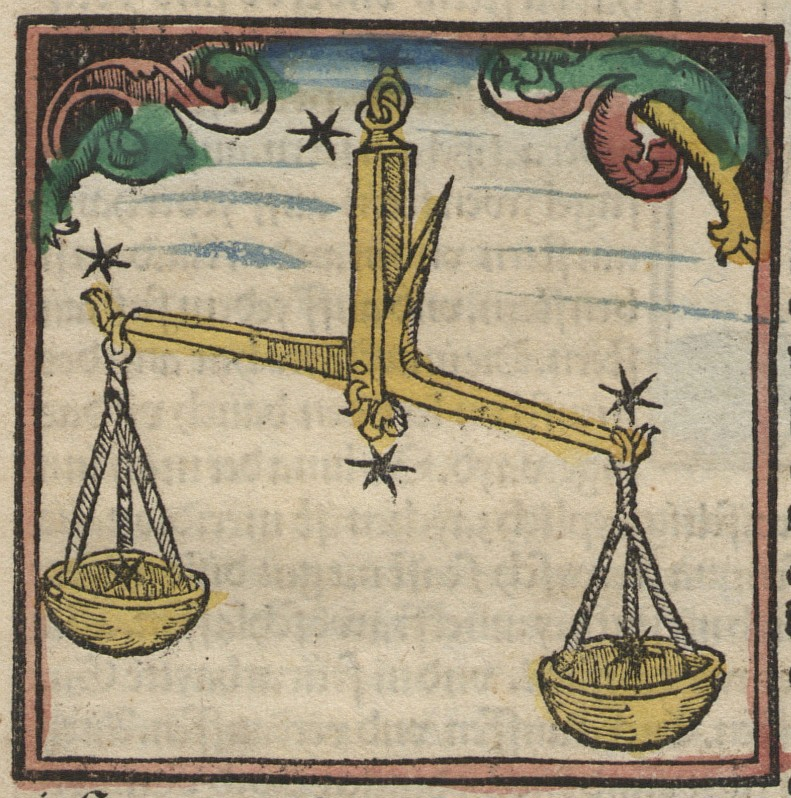
A Mérleg csillagkép Johannes Regiomontanus csillagatlaszából

## Története, mitológia
A Mérleg csillagkép története még a babiloni időkbe nyúlik vissza, amikor is a mérleget a holtak fölötti ítélet mérlegének tekintették. Hasonló jelentése volt az ókori Egyiptomban is, ahol Anubisz használta: a holtak lelkét a mérleg egyik serpenyőjébe tette, míg a másikon egy tollpihe feküdt. Ha a lélek könnyebb volt a pihénél, részesülhetett a túlvilági életben, ha viszont nem, egy vízilófejű szörnyeteg elnyelte. Az egyiptomiak azonban az állatövi jegyek átvételéig (kb. i.e. II.-I. század) nem ismerték a Mérleg csillagképet, annak három legfényesebb csillaga (α, β, és σ Librae) elképzeléseik szerint bárkát formázott.
A római időkben együtt ábrázolták a Virgóval, mint az igazságot megtestesítő Aestraet (görög megfelelője: Asztraia). Érdekes, hogy csak ekkoriban vált önálló csillagképpé: korábban a Skorpió csillagkép része volt. Csillagainak nevei ezt a hagyományt őrzik. Zubenelgenubi annyi, mint „a skorpió ollója”.

## Láthatósága, megkeresése
A Mérleg csillagkép a déli égbolton helyezkedik el, de északi határvonala majdnem érinti az égi egyenlítőt, így Magyarországról az év megfelelő időszakaiban teljes terjedelmében látható.
A Nap látszólagos égi útja során november elején lép a csillagkép területére, és három hétig tartózkodik ott. Ezt, és a szürkületi időszakot figyelembe véve a csillagkép decembertől októberig kereshető fel az éjszakai égbolton. Decembertől a Nap előtt kel, és napkeltéig megfigyelhető a délkeleti horizont felett. Február közepén éjféltájban kel, majd május elején este kilenckor kerül teljes területe a horizontunk fölé: május-júniusban hajnalig megfigyelhető. Június elején este tízkor delel, azaz déli irányban látható 15-35 fokos magasságban. Legfényesebb, egyben legnyugatibb csillaga, az Alfa Librae október elején egy órával a Nap után nyugszik.
A Mérleg csillagképet egy közepes fényességű csillagnégyszög alkotja, ezért még sötét égbolton sem feltűnő látvány. Legkönnyebben a szomszédos Skorpió csillagkép legfényesebb csillaga, az Antares segítségével azonosíthatjuk: ettől északnyugati irányban található mintegy 20 fokra.
Mivel a Mérleg csillagképet átszeli az ekliptika, területén gyakran látszanak "plusz csillagként" egyes bolygók, így 2015-ig a Szaturnusz is. 2012 decemberében lép a Mérlegbe, majd hátráló mozgása során 5 hónappal később visszatér a szomszédos Szűz csillagképbe. Még ugyanezen év szeptemberében visszatér a Mérlegbe, és pályájának évi hurokmozgását csillagnégyszögének belsejében leírva 2015 januárjában hagyja el a csillagképet, hogy legközelebb 2042 novemberében térjen vissza. A Mars 2012 szeptemberében látható a csillagkép területén 1 magnitúdós fénypontként.

## Látnivalók

### Csillagok
- α1,2 Librae - Zuben Elgenubi (Déli Olló): kékesfehér színű (A3IV + F4IV), harmadrendű csillag (2,64 magnitúdós), tőle távolabb az ötödrendű kísérője. Látcsővel is észlelhető. Körülbelül 77 fényév távolságra van a Földtől.
- β Librae - Zuben Eschamali (Északi Olló): zöld színű (B8V), 2,6m-s, mintegy 160 fényév távolságra lévő csillag.
- γ Librae - Zuben Elakrab: negyedrendű, 150 fényévnyire lévő, narancssárga színű óriáscsillag.
- δ Librae - Zuben Elakribi: Algol-típusú fedési kettős, a fényessége 56 óránként 4,9-5,9m között ingadozik.
- ι Librae: szabad szemmel negyedrendű csillagnak látszik, de valójában összetett rendszer. Kísérője a hatodrendű 25 Librae, kisebb távcsővel egy másik kísérő is felfedezhető, ez utóbbi egy 75 mm-es távcsővel már tizedrendű kettősnek tűnik.
- μ Librae: hatodrendű csillag, 75 mm-es távcsővel a hetedrendű kísérője is látható.

### Mélyég-objektumok
- NGC 5897: 10 magnitúdós gömbhalmaz szétszórt csillagokkal, nagyobb távcsővel, nyugodt légköri viszonyok között látható.

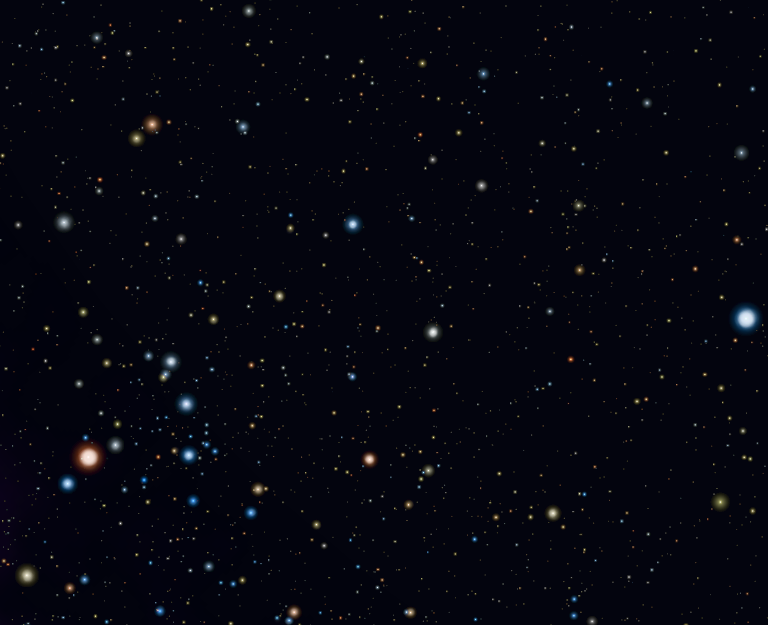
A Mérleg csillagkép